# Campeonato de Gales de Rugby 2003-04
El Campeonato de Rugby de Gales (Principality Premiership) de 2003-04 fue la decimocuarta edición del principal torneo de rugby de Gales.

## Sistema de disputa
El torneo se disputó en formato de todos contra todos en la que cada equipo enfrentó en condición de local y visitante a cada uno de sus rivales.
El equipo que al finalizar el torneo obtuviera mayor cantidad de puntos, se coronó como campeón del torneo.
Puntuación
Para ordenar a los equipos en la tabla de posiciones se los puntuará según los resultados obtenidos.
- 3 puntos por victoria.
- 1 puntos por empate.
- 0 puntos por derrota.

## Clasificación
| Pos. | Equipo           | Encuentros | Encuentros | Encuentros | Encuentros | Tantos | Tantos | Tantos | Puntos |
| Pos. | Equipo           | PJ         | PG         | PE         | PP         | F      | C      | Dif    | Puntos |
| ---- | ---------------- | ---------- | ---------- | ---------- | ---------- | ------ | ------ | ------ | ------ |
| 1.º  | Newport          | 30         | 27         | 1          | 2          | 1054   | 550    | +504   | 82     |
| 2.º  | Neath            | 30         | 23         | 1          | 6          | 949    | 557    | +392   | 70     |
| 3.º  | Pontypridd       | 30         | 21         | 2          | 7          | 830    | 631    | +199   | 65     |
| 4.º  | Aberavon RFC     | 30         | 17         | 0          | 13         | 774    | 629    | +145   | 51     |
| 5.º  | Swansea          | 30         | 16         | 0          | 14         | 853    | 710    | +143   | 48     |
| 6.º  | Carmarthen Quins | 30         | 15         | 1          | 14         | 664    | 640    | +24    | 46     |
| 7.º  | Bridgend         | 30         | 14         | 1          | 15         | 757    | 767    | -10    | 43     |
| 8.º  | Cross Keys       | 30         | 13         | 0          | 17         | 753    | 777    | -24    | 39     |
| 9.º  | Bedwas           | 30         | 12         | 2          | 16         | 644    | 797    | -153   | 38     |
| 10.º | Pontypool RFC    | 30         | 11         | 1          | 18         | 543    | 698    | -155   | 34     |
| 11.º | Ebbw Vale        | 30         | 11         | 1          | 18         | 574    | 825    | -251   | 34     |
| 12.º | Caerphilly       | 30         | 11         | 1          | 18         | 658    | 918    | -260   | 34     |
| 13.º | Cardiff          | 30         | 11         | 0          | 19         | 649    | 797    | -148   | 33     |
| 14.º | Llanelli         | 30         | 10         | 2          | 18         | 701    | 765    | -64    | 32     |
| 15.º | Llandovery       | 30         | 10         | 2          | 18         | 681    | 789    | -108   | 32     |
| 16.º | Newbridge        | 30         | 9          | 3          | 18         | 588    | 822    | -234   | 30     |

|  | Campeón. |

| Bandera de Gales |
| Campeón Newport  |
| Primer título    |